# Zéphyrin Giménez Malla
Zéphyrin ou Ceferino Giménez Malla, né le 26 août 1861 à Fraga et mort le 9 août 1936 à Barbastro, surnommé « El Pelé », est un laïc catholique gitan, reconnu martyr et bienheureux par l'Église catholique en 1997.

## Biographie

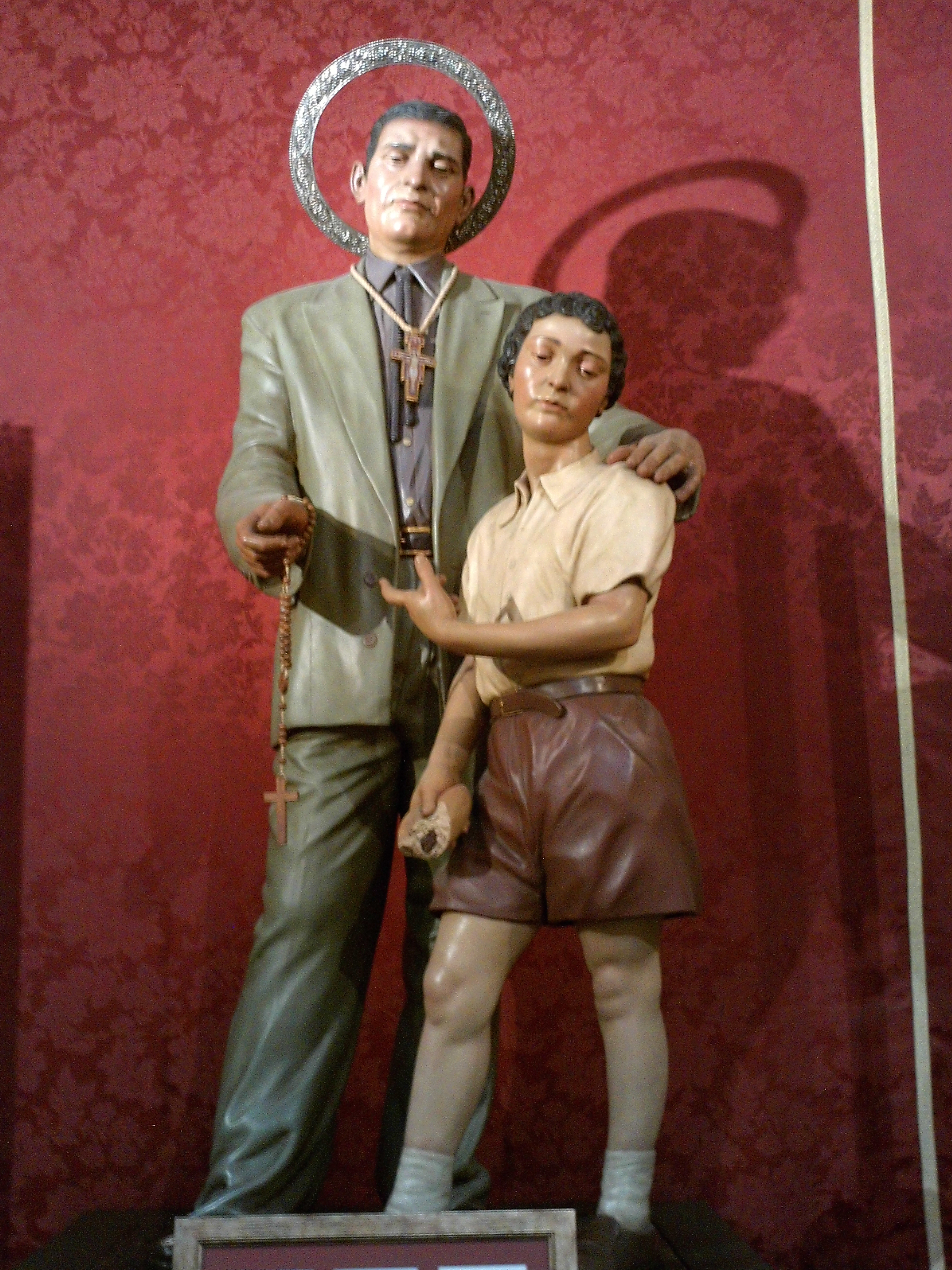
Statue du bienheureux

Ceferino Giménez Malla est né en 1861 à Fraga en Espagne d'une famille gitane. Il vit de façon nomade pendant quarante ans, puis s'établit à Barbastro et se marie, mais n'a pas d'enfant.
Il enseigne le catéchisme aux jeunes roms, en se basant surtout sur la Bible et en entraînant à la prière quotidienne. Il arbitre les différends et assure la paix dans la communauté. Il exerce la profession de vendeur d'animaux.
Il entre en 1926 dans le Tiers-Ordre franciscain et fait partie de la Conférence de Saint-Vincent-de-Paul pour le secours aux défavorisés. Il participe à des nuits d'adoration, va souvent à la messe, prie et récite le rosaire,. 
Pendant la guerre d'Espagne en 1936, il prend la défense d'un prêtre maltraité. Arrêté à son tour, il est tué à Barbastro le 9 août 1936, un chapelet en mains. Enterré dans une fosse commune, son corps n'a pas été retrouvé.

## Béatification

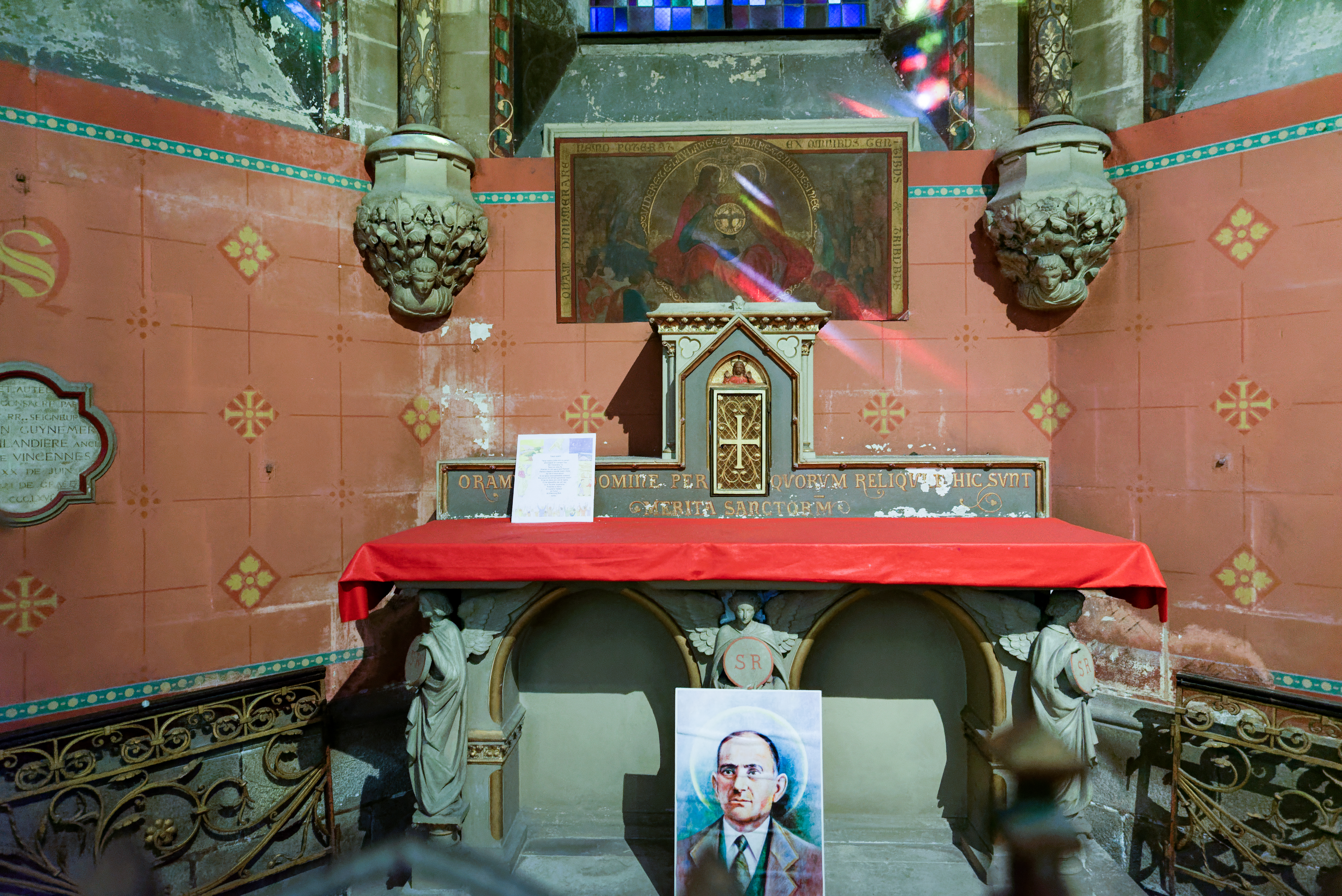
Chapelle dédiée au bienheureux Zéphyrin Giménez Malla, dans la basilique Saint-Nicolas de Nantes.

Ses vertus sont reconnues, ainsi que son martyre, ce qui mène à sa béatification par l'Église catholique, célébrée le 4 mai 1997 par le pape Jean-Paul II, en présence de milliers de gitans.
Le bienheureux Zéphyrin Giménez Malla est fêté le 2 août. Il est le saint patron des Roms et des Sinti. Il est le premier gitan béatifié.